# Diaethria bourcieri
Diaethria bourcieri is een vlinder uit de familie Nymphalidae. De wetenschappelijke naam van de soort is voor het eerst geldig gepubliceerd in 1872 door Achille Guenée.